# Boris Sidis

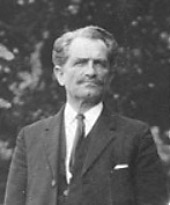
Boris Sidis

Boris Sidis (* 12. Oktober 1867 in Berdytschiw, Russisches Kaiserreich, heute Ukraine; † 24. Oktober 1923 in Portsmouth (New Hampshire), USA) war ein US-amerikanischer Psychologe, Psychiater und Psychopathologe jüdisch-russischer Herkunft.

## Leben und Werk
Sidis wurde bereits als 17-Jähriger von der zaristischen Polizei inhaftiert, weil er sich für die Schulbildung russischer Bauern einsetzte. Er emigrierte 1887 in die USA, wo es ihm nach fünf Jahren eines prekären Lebens gelang, ein Philosophiestudium an der Harvard University aufzunehmen. Weitere fünf Jahre später wurde er dort promoviert. Er gewann die Unterstützung William James’, der zu seinem ersten Buch The Psychology of Suggestion (1898) ein Vorwort verfasste.
Von 1896 bis 1901 war Sidis assoziierter Psychologe und Psychopathologe am neu gegründeten pathologischen Institut der New York State Hospitals, wo er mit Hypnose experimentierte und seine Auffassung entwickelte, dass Psychosen auf „geistige Dissoziation“ zurückzuführen seien. 1902 veröffentlichte er Psychopathological Researches. Studies in Mental Dissociation, 1905 anhand einer Fallgeschichte Multiple Personality.
1904 nahm er an der Harvard University ein Medizinstudium auf, das er 1908 ebenfalls mit einer Promotion abschloss. Gleichzeitig arbeitete er als Psychotherapeut und forschte. 1907 veröffentlichte er Studies in Psychopathology, 1909 An Experimental Study of Sleep über den Schlaf als Schutzmechanismus.
1909 gründete er dank der Unterstützung einer Gönnerin das Sidis Psychotherapeutic Institute, ein Sanatorium in Portsmouth (New Hampshire), wo er bis zu seinem Tod wirkte. Nachdem er sich in The Psychology of Laughter von 1913 der freudschen Auffassung des Unbewussten angenähert hatte, bezog er in der Folge kritisch dagegen Position. Von 1914 bis 1916 erschienen drei grundlegende Werke zur Psychopathologie: Symptomatology, Psychognosis, and Diagnosis of Psychopathic Diseases (1914), The Foundations of Normal and Abnormal Psychology (1916) und The Causation and Treatment of Psychopathic Diseases (1916). Außerdem veröffentlichte er regelmäßig im Journal of Abnormal Psychology, dessen Mitherausgeber er war. 1922 fasste er seine Forschungsergebnisse in Nervous Ills: Their Cause and Cure nochmals zusammen.
Sidis bekämpfte den Ersten Weltkrieg als soziale Krankheit. Er sah in der Furcht eine wesentliche Ursache psychischen Leidens und hob gleichzeitig ihre evolutionäre Rolle als Überlebensmechanismus hervor.
Mit seiner Frau Sarah Mandelbaum Sidis, die er 1894 geheiratet hatte, hatte Sidis zwei Kinder, die er auf der Grundlage seiner psychologischen Erkenntnisse erzog. Sein Sohn William James Sidis wurde als exzentrisches Genie bekannt.
Sidis starb an einer Hirnblutung.